# 貝拉·史旺
伊莎貝拉·瑪麗·「貝拉」·史旺（後來成為貝拉·庫倫），是《暮光之城系列》小說的女主角，由史蒂芬妮·梅爾撰寫，系列包括暮色、新月、蝕和破曉，主要以貝拉的觀點作為敘述的角度。在電影系列中，貝拉由姬絲汀·史超域主演。
在《暮光之城》，貝拉搬到她父親位置在福克斯的家中，遇到神秘的庫倫家族，跟愛德華·庫倫墜入愛河。然而，她很快就發現那家族是一群吸血鬼，貝拉表示希望自己能成為吸血鬼，但愛德華拒絕「轉變」她。在第二部小說《新月》中，愛德華與其他庫倫家族成員為了努力保護貝拉在吸血鬼世界中的安全而離開福克斯。貝拉兒時好友， 奎鲁特族人以及狼人雅各·布萊克，安慰著悲痛欲絕及嚴重抑鬱的貝拉，她亦深深地關懷及照顧雅各，然而她對愛德華的愛更甚。在《蝕》接近結束時，貝拉與愛德華訂婚，二人並於《破曉》中共諧連理。二人於蜜月期間她懷孕了，由於吸血鬼嬰兒特殊的性質貝拉在誕下他們的女兒雲妮斯美·庫倫時瀕臨死亡的邊緣愛德華把她變成吸血鬼以挽回她的性命之後雪地要找女兒未見過杀血鬼獵人亲生爸爸比饮下血液知道 。

## 創作意念
在《暮光之城系列》的前提下，貝拉·史旺的角色是源於史蒂芬妮·梅爾的一個夢，有關一個「普通女生」與「英俊不凡…閃閃發光的…吸血鬼」在樹林的草地上有一個激烈的對話。在這個夢中，二人討論著「他們彼此相愛當中固有的困難…而她血液的香氣對吸血鬼來說是非常吸引的，對於愛德華來說，克制自己不去把貝拉殺了」。
梅爾的原創角色都是未命名的；她把主角後來命名為愛德華·庫倫及貝拉，稱呼「他」和「她」為了方便，因為她不想忘記那個夢。在決定主角的名字為「伊莎貝拉」後，梅爾解釋「因為她跟角色花了那麼多的時間，我愛她就如同我的女兒一樣。…靈感源自這份愛，我把留作我女兒的名字給了她…伊莎貝拉」。
貝拉在來到福克斯新學校時得到正面的接待，尤其在男生當中很受歡迎，那是模仿梅爾從高中轉到大學之後的真實生活。梅爾向說過貝拉與夏綠蒂·勃朗特的《簡·愛》的主角簡愛有些相似之處，她引用指該小說是對暮光之城系列具影響力的小說。

## 角色經歷

### 暮光之城
《暮光之城》是敘述一個17歲的女孩貝拉·史旺，她從母親位於鳳凰城的家，搬到她出生的城鎮福克斯跟她父親住在一起。在那裡，學生愛德華·庫倫對她感到好奇。一次，愛德華在救她的時候展示了超乎常人的特質。貝拉在她的家族朋友雅各·布萊克那裡得知，庫倫家族於奎鲁特傳說中是吸血鬼的後代。愛德華最終也承認這事實，然而他的家族透過道德的選擇，只狩獵動物的血而非人類。愛德華不斷警告貝拉要遠離他，因為她血液的香氣對他來說是比任何遇過的人類更吸引，若她繼續跟他一起的話，她的生命將會有一些風險。貝拉把愛德華的警告置之不理，對愛德華的克制充滿信任和愛。一次與庫倫家族效遊期間，她成為了殘酷成性的吸血鬼詹姆斯的獵物，在庫倫家族的幫助下，愛德華終能在詹姆斯手上救回貝拉，但他仍然不願意把貝拉變成吸血鬼。

### 新月
《新月》在貝拉18歲的生日開始，她夢見自己愛上去比男友愛德華老了很多。跟庫倫一家慶祝生日時，貝拉收到禮物的包裝意外的把她有少許的割傷，讓愛德華的姐夫賈斯柏本能地想吸取她的血而展開攻擊。雖然後來停止了，然而愛德華意識到貝拉因為他的關係而有危險。他錯誤地認為告訴貝拉不再愛她，並與家人遠離她就能保護她，使她幾個月來傷心欲絕和沮喪。
為了安撫她父親的擔心，貝拉跟她的朋友潔西卡去看電影。在那裡，她危險的與酒吧外一群騎電單車的男人接觸，她發現當她腎上腺素很高時就能聽到愛德華的聲音。絕望的貝拉為了再次聽到愛德華的聲音，她不斷尋求危險的事來做；她說服雅各去修復兩輛老舊的摩托車並教她駕駛。他們的友誼日增，雅各也承認對貝拉有一種浪漫的感覺，縱使她不會回報他們。當貝拉受到一名吸血鬼羅倫的攻擊並試圖殺害她，貝拉得到一群巨狼保護。後來，貝拉終得知雅各及他的部落成員都是狼人，保護人類免受吸血鬼的襲擊。貝拉還發現吸血鬼維多利亞已回到福克斯，誓要殺害貝拉來為她的伴侶詹姆斯的死復仇。
為了再次聽到愛德華的聲音，貝拉嘗試進行懸崖跳水這高危活動，幾乎溺死，但獲雅各救了。愛德華後來被錯誤地告知貝拉的死訊，指她經已自殺身亡，於是他前往意大利沃爾泰拉，要求沃圖爾家族摧毀他。愛麗絲返回福克斯，並發現貝拉仍活著；她與貝拉趕到意大利成功阻止愛德華在日光下向人類暴露自己身分的行為，此舉將會導致他被毀。他們三人被帶到沃圖爾家族的地方，由於貝拉知道關係吸血鬼的事，沃圖爾家族想把她殺了，但愛麗絲指她預見貝拉將會成為吸血鬼。由於大部分人類都不知道吸血鬼的存在，沃圖爾家族威脅說若此事不能儘快發生時就會把貝拉殺掉。回家後，愛德華告訴貝拉指自己對她的愛從未停止，而他離開福克斯的唯一原因，只是他認為這是保護她。他為自己的錯誤行為道歉，並要求貝拉的原諒，她很快便原諒他。貝拉想成為吸血鬼，讓愛德華的家人為她的命運作出投票，除了羅莎莉及愛德華外，所有人都支持她作出改變，然而愛德華指若她會嫁給他的話才會親自轉變她。

### 蝕
《蝕》延續貝拉與愛德華關係的愛情故事。愛德華解釋他不願把貝拉變成吸血鬼是因為他認為吸血鬼是無靈魂的生物，他們死後不能上天堂的。而貝拉，她對婚姻的看法受到她父母早婚離異的影響，她同意跟愛德華結婚，條件是當她還是人類的時候跟他親熱，然後把她轉變成為吸血鬼。愛德華最初拒絕，說他很容易在親熱當中無意地殺了她。然而，當他看到此事對貝拉的重要性後，他同意去嘗試，但只能在他們婚後進行。
這個情節是由吸血鬼維多利亞的詭計驅動，她於《暮光之城》中遇過貝拉及庫倫家族。維多利亞為了她心愛的人—詹姆斯的死來復仇她建立新生的吸血鬼軍團以獵殺貝拉為了對抗此威脅庫倫家族與由山姆及雅各率領的美國原住狼人暫時休戰，雅各更暫時放下對貝拉的爭奪。最初，貝拉認為雅各只是朋友的感情，但儘管她與愛德華的已訂婚，她跟雅各吻起來並意識到自己也愛他。最後愛德華也接受了貝拉對雅各的愛並成功地摧毀了維多利亞。貝拉承認，愛德華才是她生命中最重要的人，同意向她的父親宣布他們的婚訊。

### 破曉
在《破曉》開場時是位置庫倫家族於福克斯郊區的屋舉行愛德華與貝拉的婚禮。二人到巴西埃斯美島上度蜜月，那是一個虛構的巴西海岸島嶼，是卡萊爾送給埃斯美的禮物。二人在那裡完婚，但他們激情的火花引起他們新婚夫婦的衝突：愛德華驚訝的發現妻子的身體傷痕累累，讓他嚇壞了，他很害怕自己已經傷害他的妻子，但貝拉堅持她很好，並希望愛德華再次跟她親密。愛德華發誓在她還是人類的時候不會再這樣做，然而他最終放棄了。後來，貝拉感到不適，意識到她懷孕了。
愛德華對此感到震驚並趕緊帶貝拉回家見卡莱爾，作為醫生的他，證實她有了孩子。貝拉因為懷孕而要付上健康的代價，愛德華嘗試跟她談談為了救回她的性命而墮胎的事。然而，貝拉感覺到她跟未出生的孩子之間的連繫，並堅持要把他生下來。不久，當愛德華聽到寶寶的想法並得知他也愛貝拉，並不是故意傷害她時，愛德華也愛這寶寶。
當貝拉在分娩期間接近死亡時，愛德華成功把寶貝女兒取出來，並把他的毒液注射到貝拉的心臟，讓她的傷口癒合並成為吸血鬼。在貝拉痛苦的轉變期間，雅各把芮妮思蜜·庫倫這個嬰兒烙印成為狼人的靈魂伴侶—這是個非自願的過程。
後來，一名叫伊琳娜的吸血鬼（愛德華的親戚）把雲妮斯美誤認作不朽的吸血鬼的孩子（在吸血鬼世界中是禁止創造的）。愛麗絲預見到沃圖爾家族到來並摧毀庫倫家族，作為所指違法指控的懲罰。庫倫家族各人四出到處找一系列吸血鬼證人來證實芮妮思蜜的         。貝拉不久後在吸血鬼證人們當中發現自己有保護身邊人思想和感覺的能力。愛德華則代表貝拉與盟友去說服沃圖爾家族，指芮妮思蜜並非不朽的吸血鬼的孩子，她的出現並沒威脅吸血鬼的存在。當沃圖爾家族離開，愛德華及貝拉終能跟他們的女兒永遠和平地過著自由的生活，並待在一起。

## 角色特徵

### 外貌
貝拉被形容為嬌小，身高約162厘米，很透亮，體弱的膚色。她有一把厚長、波浪型的棕色頭髮，她的前額較寬廣，有一個美人尖，兩邊並分開得較廣泛。她有纖幼又直的眉毛，眼睛被形容為「巧克力的棕色」。她的顴骨突出、有一個瘦小的鼻子、她纖細下頜的輪廓上有一個過於豐滿的嘴唇。
她是O-的血型，其血液的香氣對吸血鬼非常有吸引力，布莉形容她的香氣為「她嗅過最甜美的香氣」，雖然那是對愛德華來說是一千倍更激烈。
作為區別的特徵，貝拉的手裡有一個小型新月形狀的疤痕，那是在《暮光之城》的時候被詹姆斯咬傷的，那個傷疤被形容為淡色的，總是比她身體的其餘部分寒冷幾度，該皮膚暴露在陽光下就會如吸血鬼的皮膚閃耀。貝拉後來被愛德華轉變成為吸血鬼，她的膚色更白皙，她變得更美極了，她的秀髮及腰的長度。作為新生吸血鬼，她的眼睛是深紅色的，在飲用動物血的幾個月後最終會轉變為金棕色。她的特徵會在轉變後變得提高及完善。
貝拉一般會穿著平紋襯衫及牛仔褲外出到處走，因為她甚少注重她的外表。

### 個性
貝拉被形容為笨拙、體質虛弱、不擅長運動、並討厭任何物理的運動。貝拉也被形容為是個深居簡出的孤獨者、害羞、安靜、沒安全感和非常敏感的人。她也關心庫倫家族的其他成員、她的父親查理、母親雲妮，及好友雅各。她傾向於低估周遭人的能力，主要是因為她擔心他們的安全。
貝拉多年來一直學會照顧她的母親，對事情自然地負責任，在她的年齡來說，她已發展成為一個非常成熟的人。由於她作為人類缺乏任何特別技能，她主要喜歡把空餘時間花在閱讀學校內的經典作品。
對於時尚來說，貝拉並非一個女孩子氣的女生。她不喜歡打扮，說化妝「是一個痛苦」，並認為穿優雅的衣服是種不切實際的不舒服；然而，愛麗絲不在乎貝拉的想法，並繼續說服她打扮並認為看起來迷人的。她不是物質主義的人，也不喜歡花錢在奢侈品上，因為她指出愛德華在《新月》時「在我的生日上不花一分錢」，而飛快的汽車是不必要的，說愛德華把自己給了她，而愛德華給她甚麼別的東西都會讓他們的關係失去平衡。她討厭被挑選出來，並不喜歡慶祝生日。由於她父母的早婚的經驗，她對青少年婚姻的看法也很負面，但是後來學會了克服它們。
她是個非常自我的人，她會把自己的想法和感受作出保護，她也討厭別人試圖解讀她的想法，這就是為何愛德華無法讀到她想法的原因。她也有一種讓人難以置信固執的自我，因為她決心成為吸血鬼跟愛德華永遠生活下去。她還指自己的演戲技巧很差。諷刺的是，當她在《暮光之城》時讓她父親相信她迷上愛德華並離開福克斯時，她表現出其良好的表演能力。她但個非常害羞和膽小的女生，她在緊張得僵硬的時候習慣咬著自己的嘴唇，這跟她的演員姬絲汀·史超域一樣。貝拉在感覺到自己有強烈的情緒時，她的眉毛就會緊皺在一起，例如焦慮的時候。作為人類，貝拉看到或是嗅到血液的味道時會容易暈倒，就如在《暮光之城》中她說聞起來的那種鐵鏽和鹽的味道，然而在她轉變成吸血鬼後有所改變。貝拉在《破曉》中作為吸血鬼的首次狩獵中有一種良好的情緒控制，並且能在嗅到人類血液的味道後逃離現場。
貝拉幾乎總是非常溫柔和寬恕別人的人，很難讓她發怒。一旦她怒得發瘋了，她的言語帶有諷刺的幽默感。她很容易會感到害怕，但有著讓人驚訝的勇氣，往往於面對面的威脅性命的危險時，能夠阻止痛苦的想法和記憶傷害自己（這因此成為她的吸血鬼技能），縱使後來才感到害怕。她把愛德華置於她和所有人的前方，但她出現自私的傾向（她在《蝕》時候要求愛德華跟她待在一起而非作戰）。梅爾表示貝拉的「悲劇性缺陷」是由於她缺乏對自我的認識。儘管事實上她後來意識到自己確實對雅各有一種明顯無可否認的浪漫感覺。
貝拉是個非常糟糕的騙子，除了對於她自己。根據《蝕》，雅各及愛德華都證明了這一點，他們都說過她是個糟糕的騙子。此外，她也承認在整個系列中，她似乎設法欺騙自己對雅各的浪漫情感。
在愛德華角度的《午夜太陽》中，對比貝拉的可怕的風度，她發現愛德華是個吸血鬼的時候不感到恐懼。相比逃跑，她決定問許多極度好奇心的問題。這讓愛德華相信在她附近並非運氣不好，但她只是沒有自我的保護意識。貝拉不是個很理性及明智的人，因為她是個缺乏常識和街頭情報的人。
她討厭任何冷和濕的東西，即使是雪，這就是她最初為何討厭住在福克斯的原因。然而，遇到愛德華以後，她發現這個市鎮舒適了很多，甚至稱它為「家」。作為吸血鬼，她也不喜歡以人類作為食物的想法，但感到高興的是她已找到保護她親人所需的強項。
貝拉繼承了媽媽某程度上的高洞察力，因為她能夠猜中愛德華是個讀心的人，是第一個人類可這樣做。然而，她猜不到愛德華其實已愛上了她。
在變成吸血鬼後，她形容自己對世界有一種更清晰的世界觀。她能非常的自控，在首次狩獵中能夠忽略人類血液的香氣。貝拉的心思在她從人類轉變為吸血鬼後，她能排斥一些吸血鬼的心理能力；她的能力亦增強了，容許她把自己和周遭具天賦的人進行保護。在《破曉》的最後，她終於能夠在愛德華面前解除自己的防護盾。愛德華形容相比她早期的笨拙，對於吸血鬼來說，現在的她是「非常優雅」。

### 電影描繪
在電影改編中，貝拉由女演員姬絲汀·史超域飾演。梅爾指自己「非常興奮」去看到姬絲汀演的部分，以及她「（在廣泛的電影類型）很高興貝拉在練習」，而根據梅爾，《暮光之城》有一些時刻是符合很多種的類型。姬絲汀在電影中佩戴隱形眼鏡來達到小說中巧克力棕色的眼睛顏色。除了這個分別外，姬絲汀跟貝拉在個性上是十分相似的，都保留了在那裡。

## 招待
貝拉廣泛受到影評人的負評。《出版者周刊》指，她轉變成為吸血鬼後，在《破曉》中「幾乎不可能認出她」。《芝加哥論壇報》的萊拉·勞爾（Lilah Lohr）把貝拉於故事中的角色，跟奎鲁特狼進行比較，形容它是「不滿意」。在《暮光之城》，《柯克斯評論》指，「貝拉的吸引力是基於魔法而非性格」，但她和愛德華的「當下描繪了這對危險戀人」。在評論《新月》時，《柯克斯評論》指貝拉的個性是「平淡而使人著迷的」。 salon.com的羅拉·米勒（Laura Miller）說，對於愛德華及貝拉，「他們沒有太多個性可言。」《娛樂週刊》的珍妮花·里斯（Jennifer Reese）在《破曉》的評論中指出，關於貝拉「你可能希望她有更高的目標並有自己的想法，但這都是個童話故事，作為迪士尼公主模式般的堅定情人，貝拉有某種故作多情的吸引力」，而在貝拉的懷孕期間，「她不但難以識別，但是肯定很可怕，尤其是飲用人類的血液去養育那嬰孩。《華盛頓郵報》的記者伊莉沙白·漢（Elizabeth Hand），她指出貝拉經常被形容為脆弱的，而「愛德華習慣把她拉到自己的膝上或是把她騎在他的背上，進一步強調她的孩子氣個性。」繼續寫道：「整體效果是一種奇怪的幼兒化，排斥了成年讀者的暗示，並幾乎看起來不像一個讓我們子女羨慕的榜樣。」吉娜·達爾佐佐（Gina Dalfonzo）於《國家評論網站》，發表了一篇文章，叫貝拉在轉變為吸血鬼之前「自嘲」，後來「讓人令人厭惡地自負起來 。」達爾佐佐還指出貝拉得到她想要的東西，並值得放棄自己的身分及扔掉她生命中幾乎最重要的一切。貝拉·史旺往往經常被人拿去跟《飢餓遊戲》的凱妮絲·艾佛汀（Katniss Everdeen）作互相比較。